# Sainte-Suzanne (Pyrénées-Atlantiques)
Pour les articles homonymes, voir Sainte-Suzanne.
Sainte-Suzanne est une commune rattachée depuis 1972 à Orthez, du département des Pyrénées-Atlantiques, dans la région Nouvelle Aquitaine, en France sous le régime fusion-association.
Les habitants sont les Suzannais et les Suzannaises. Parfois on emploie le gentilé de Saintesuzannais(e) ou, abusivement, de Saintsuzannais(e).

## Lieux-dits et hameaux
Agoès est un hameau, référencé dans le dictionnaire topographique Béarn-Pays basque de 1863 comme une annexe de Betbéder, autre hameau de Sainte-Suzanne.
Le hameau de Herrère lui était rattaché et figure au recensement de 1385 de Gaston Fébus.
Le quartier Aragnon, à l'est de la commune est un bourg qui figure aussi sur le recensement de 1385.

## Toponymie
Le toponyme Sainte-Suzanne apparaît sous les formes 
Sancta Susanna de Larbaig (Xe siècle, cartulaire de Sorde), 
Sancta-Susana (1172, collection Duchesne volume CXIV), 
Senta-Susane (XIIIe siècle, fors de Béarn), 
Sente-Suzane (1344, notaires de Pardies) et 
Ste Suzanne (fin XVIIIe siècle, carte de Cassini).
Suzanne est un nom d'origine hébraïque, en référence à une martyre chrétienne de Rome (probablement IIIe siècle).
Agoès est mentionné sous les formes 
Aques (1172, cartulaire de Sorde), 
Agoees (1385, censier de Béarn), 
Agoers (1536, réformation de Béarn), 
Aguoees (1568, titres de Larbaig), 
Agoues (1675, réformation de Béarn), 
Agoueix (XVIIIe siècle, liste des capdeuils (chefs-lieux) et 
les Agoes (1761, titres d'Agoès).
Aragnon' est attesté sous les formes
Aranhoo (1385, censier de Béarn), 
Arranhoo, Aranho et Aranhon (respectivement 1546 et 1548 pour les deux dernières formes, réformation de Béarn) et 
L'Arragnon (fin XVIIIe siècle, carte de Cassini).
Betbéder est cité sous les formes 
Pulchrum Videre (1379, titres de Béarn) et 
Begbeder (1385, censier de Béarn).
Le toponyme Herrère apparaît sous les formes 
Villa quœ dicitur Ferrera (XIIe siècle, cartulaire de Sorde), 
Fferrere (1385, censier de Béarn), 
Ferrere (1444, contrats de Carresse) et 
Ferreyre (1546, réformation de Béarn).

## Histoire
Paul Raymond note que la Sainte-Suzanne comptait une abbaye laïque, vassale de la vicomté de Béarn.
En 1385, Sainte-Suzanne et Herrère dépendaient du bailliage de Larbaig, de même qu'Aragnon. La première commune comprenait trente-cinq feux et la seconde vingt-et-un. À cette même époque, Agoès dénombrait vingt feux avec Betbéder et Aragnon quatorze.
Le fief de Herrère était également vassal de la vicomté de Béarn et son église dépendait de l'abbaye Saint-Jean de Sorde (Landes).

## Politique et administration

### Liste des maires
| Période                                  | Période  | Identité     | Étiquette | Qualité |
| ---------------------------------------- | -------- | ------------ | --------- | ------- |
|                                          | En cours | Anita Beuste |           |         |
| Les données manquantes sont à compléter. |          |              |           |         |

## Démographie
| 1793 | 1800 | 1806 | 1821 | 1831 | 1836 | 1841 | 1846 | 1851 |
| ---- | ---- | ---- | ---- | ---- | ---- | ---- | ---- | ---- |
| 785  | 621  | 750  | 928  | 803  | 828  | 841  | 804  | 729  |

| 1856 | 1861 | 1866 | 1872 | 1876 | 1881 | 1886 | 1891 | 1896 |
| ---- | ---- | ---- | ---- | ---- | ---- | ---- | ---- | ---- |
| 691  | 649  | 664  | 613  | 618  | 616  | 624  | 587  | 565  |

| 1901 | 1906 | 1911 | 1921 | 1926 | 1931 | 1936 | 1946 | 1954 |
| ---- | ---- | ---- | ---- | ---- | ---- | ---- | ---- | ---- |
| 583  | 585  | 585  | 198  | 182  | 171  | 510  | 480  | 470  |

| 1962 | 1968 | - | - | - | - | - | - | - |
| ---- | ---- | - | - | - | - | - | - | - |
| 488  | 639  | - | - | - | - | - | - | - |

## Économie
La commune fait partie de la zone d'appellation d'origine contrôlée (AOC) du Béarn.

## Héraldique et logotype

Logo du village de Sainte-Suzanne avec la coquille de Compostelle et le pont sur le Laà.

## Pour approfondir